# Solbrunnen (Bad Soden)

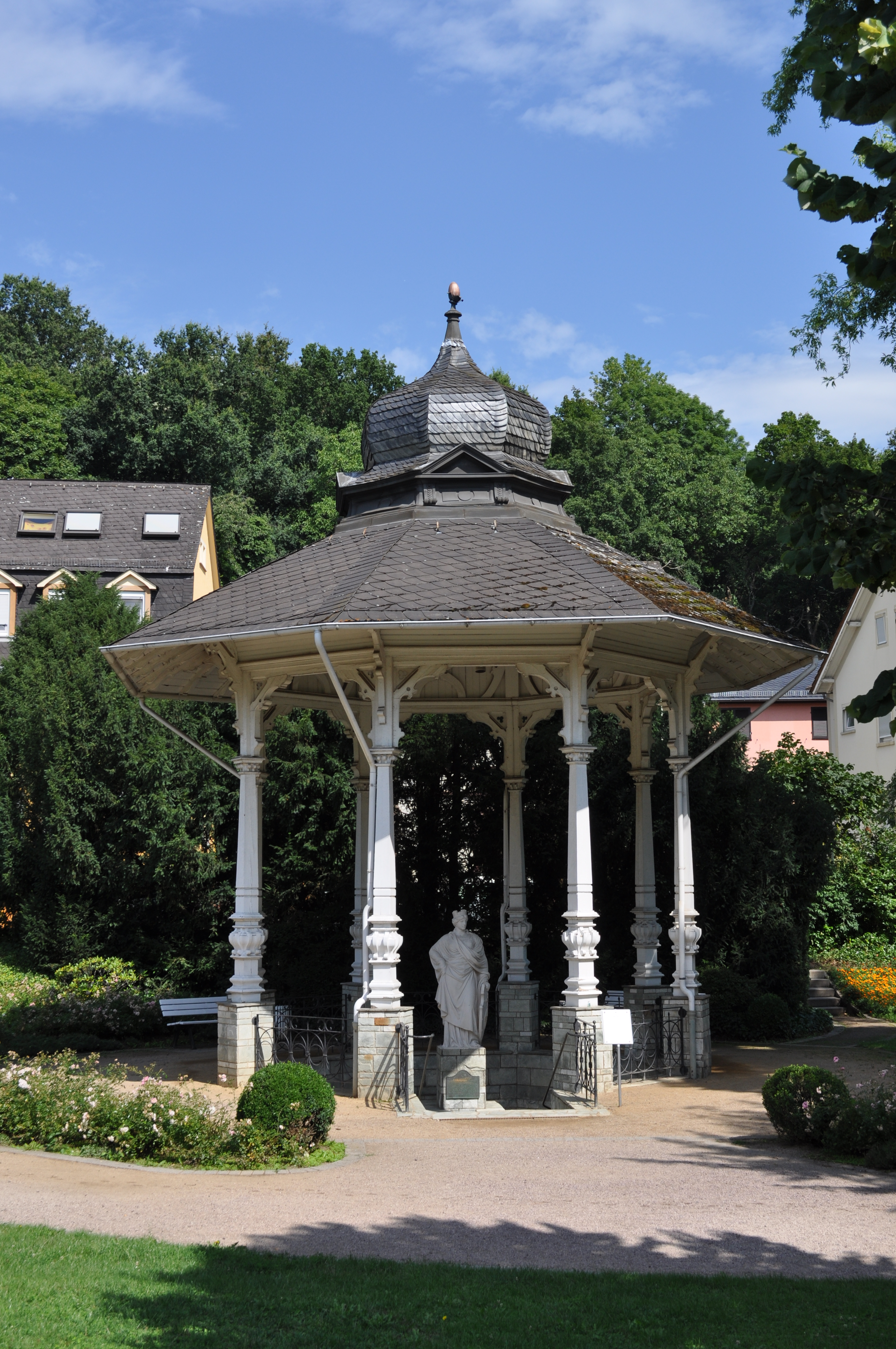
Der Solbrunnen im Quellenpark

Der Solbrunnen ist eine staatlich anerkannte Heilquelle in Bad Soden am Taunus im Main-Taunus-Kreis und bildet den Kernstück des Quellenparks.

## Geschichte
Die erste Erwähnung des Brunnens geht auf das Jahr 1567. Die Solequelle wurde damals vom Frankfurter Magistrat geprüft. Dann ließ man das Wasser zum Gradierwerk der Saline weiterleiten, um dort Salz zu gewinnen. Ab 1854 wurde die Quelle als Kur- und Trinkbrunnen genutzt. 1856 ließ man die Quelle neu einfassen und sie wurde auf den heutigen Standort geleitet. 1862 erbaute man in direkter Nachbarschaft einen kleinen Pavillon. Hier wurde unter ärztlicher Verordnung Ziegenmolke mit dem Wasser vermischt, welche eine abführende Wirkung hatte.
Der Sodenia-Pavillon wurde im Jahr 1888 zusammen mit der Sodenia-Statue aufgestellt. Die Statue stammt vom Sodener Bildhauer Adam Henrich (1854–1909). Die Sodenia-Statue gehört zu den Wahrzeichen der Stadt. Beim Solbrunnen handelt es sich um eine fluorid- und kohlensäurehaltige Natrium-Chlorid-Therme.

## Anwendung
Das Wasser des Solbrunnens wird hauptsächlich für die äußere Anwendungen genutzt. Dabei inbegriffen sind Inhalationen, Spülungen und Gurgeln. Es ist aufgrund der hohen Salzkonzentration nicht zum Trinken geeignet.
Das Wasser wird bei folgenden Problemen genutzt:
- Chronische Erkrankung der Atemwege
- Infektanfälligkeit der Atmungsorgane
- Erkrankungen des Bewegungsapparates
- Entzündungen im Mund-Rachen-Raum

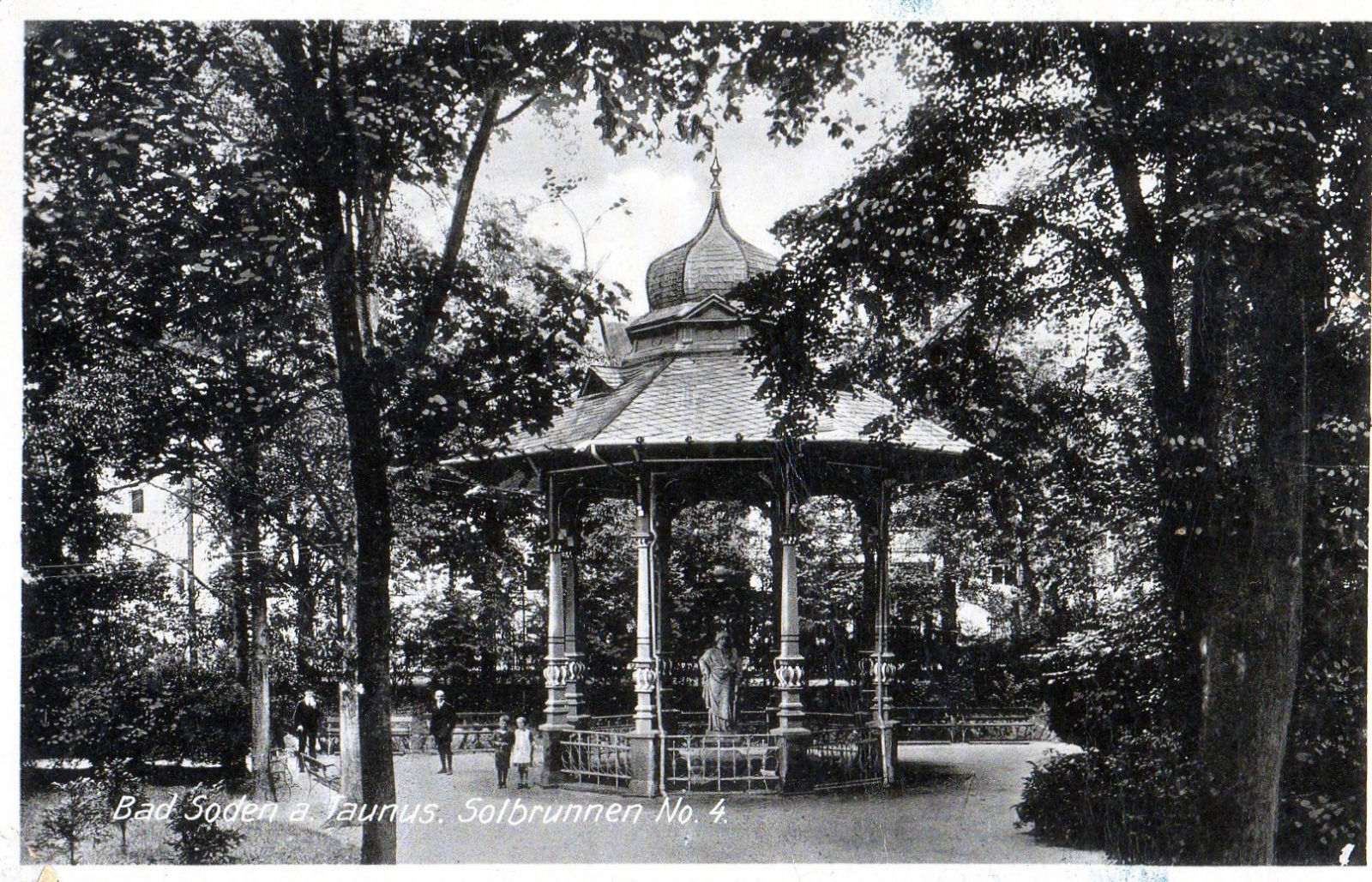
Ansicht von 1906
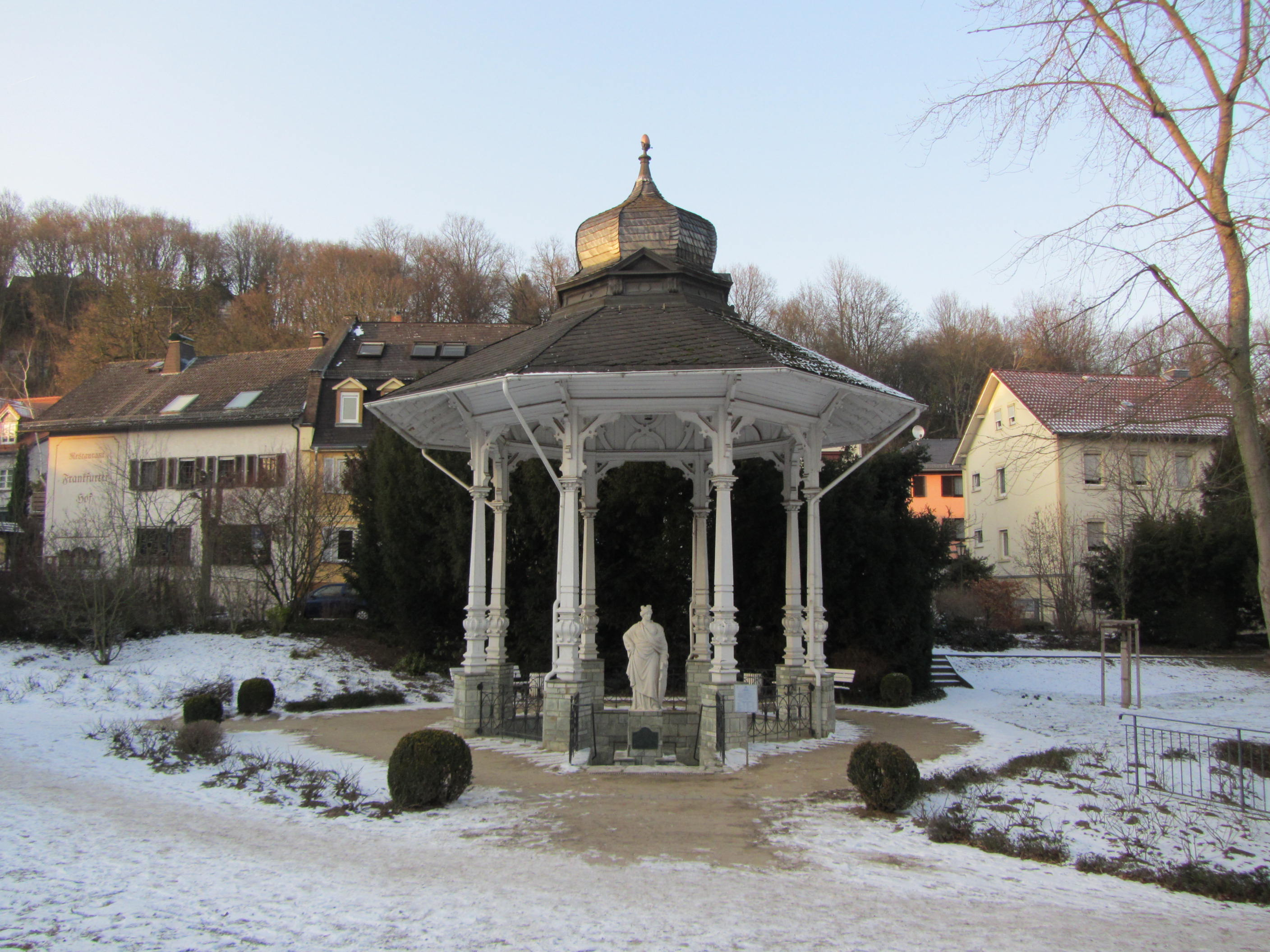
Im Winter
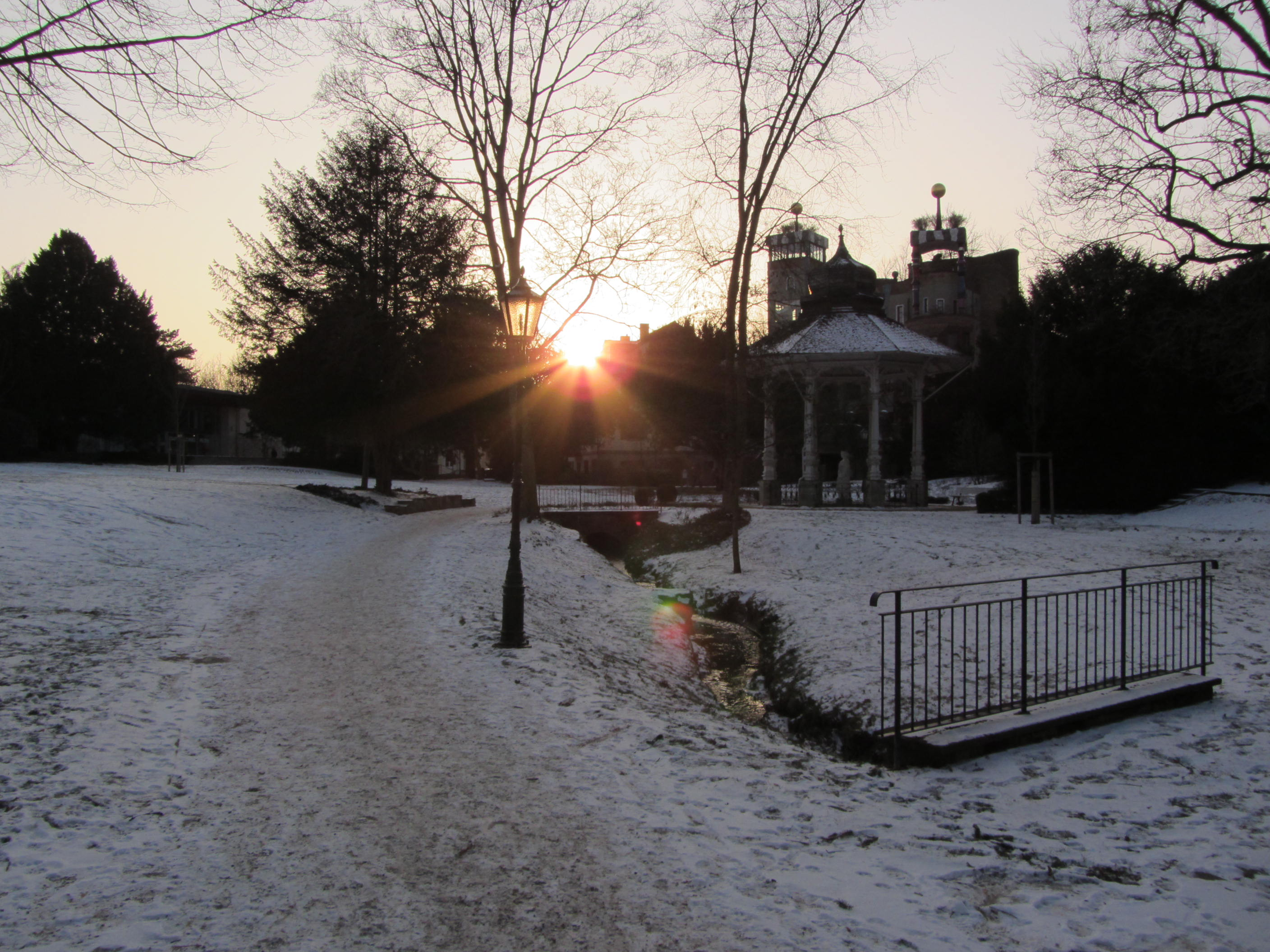
Im Quellenpark